# Лиман (Украјина)
Лиман (укр. Лиман) је градић у Украјини, у Доњецкој области. Према процени из 2012. у граду је живело 22.730 становника.

## Историја

### Инвазија Русије на Украјину 2022.
Дана 27. маја Лиман пада под контролу Народне милиције ДНР и Оружаних снага РФ. У контраофанзиви украјинске војске, Лиман је освојен 1. октобра, а Руси су се повукли из града.

## Становништво
Према процени, у граду је 2012. живело 22.730 становника.
| 1979.  | 1989.  | 2001.  | 2012.  |
| ------ | ------ | ------ | ------ |
| 31.755 | 31.192 | 28.172 | 22.730 |